# الكتلة الجمهورية
الكتلة الجمهورية (بالفرنسية: Bloc Républicain)‏ هو حزب سياسي في بنين، بقيادة عبد الله بيو تشاني . في الانتخابات البرلمانية لعام 2019 في بنين، جاء الحزب في المرتبة الثانية، وحصل على 36 مقعدًا من 83 مقعدًا في الجمعية الوطنية. كل من الكتلة الجمهورية والاتحاد التقدمي الفائز بالأغلبية متحالفان مع الرئيس باتريس تالون.

 
1. ↑  "Notre Bureau Exécutif National — Bloc Républicain". Blocrepublicain.co. مؤرشف من الأصل في 2021-04-30. اطلع عليه بتاريخ 2020-05-13.
2. 1 2  Live. "Record low turnout at Benin polls with no opposition". France24.com. مؤرشف من الأصل في 2021-06-08. اطلع عليه بتاريخ 2020-05-13.